# Михара (княжество)
Княжество Михара (яп. 三原藩 Михара-хан) — феодальное княжество (хан) в Японии периода Эдо (1600—1871). Михара-хан располагался на юге провинции Бинго (современная префектура Хиросима) на острове Хонсю.

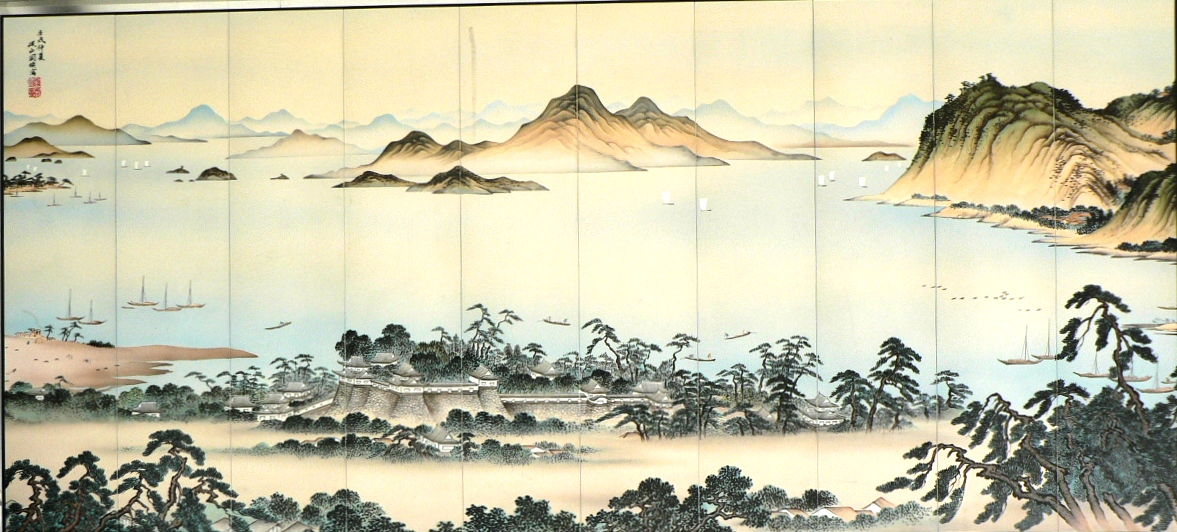
Замок Михара был также известен как «Летающий замок»

Административный центр хана: Замок Михара (三原城) в провинции Бинго (современный город Михара, префектура Хиросима). Его кокудара была оценена в 619 500 коку, он был самым крупным ханом после владений клана Токугава. На протяжении более 200 лет княжеством управлял самурайский род Асано, который помог Токугава Иэясу в борьбе за объединение Японии. Княжество Михара было также известно как Нагоя-хан (名古屋藩).

## История
До битвы при Сэкигахаре в 1600 году замок Михара, входивший в состав Овари-хана, находился под контролем Фукусимы Масанори, правителя соседнего замка Киёсу. После битвы Фукусима Масанори был переведен в Хиросима-хан в провинции Аки.
С 1619 по 1868 год Михара-хан находился под управлением рода Асано.

## Список даймё
| Номер | Русское имя        | Японское имя | Годы правления | Происхождение                                      |
| ----- | ------------------ | ------------ | -------------- | -------------------------------------------------- |
| 1     | Кобакаява Такакагэ | 小早川 隆景  | 1582-1597      | Третий сын Мори Мотонари                           |
| 2     | Фукусима Масаюки   | 福島 正之    | 1600-1608      | Третий сын Фукусимы Масанори                       |
| 3     | Асано Тадаёси      | 浅野 忠吉    | 1619-1621      | Двоюродный брат Асано Нагамасы, сын Асано Нагатады |
| 4     | Асано Таданага     | 浅野 忠長    | 1621-1656      |                                                    |
| 5     | Асано Тададзанэ    | 浅野 忠真    | 1656-1694      |                                                    |
| 6     | Асано Тадаёси      | 浅野 忠義    | 1694-????      |                                                    |
| 7     | Асано Тадамаса     | 浅野 忠綏    | ????-????      |                                                    |
| 8     | Асано Тадатика     | 浅野 忠晨    | ????-????      |                                                    |
| 9     | Асано Тадамаса     | 浅野 忠正    | ????-????      |                                                    |
| 10    | Асано Тадаёси      | 浅野 忠愛    | ????-????      |                                                    |
| 11    | Асано Тадасукэ     | 浅野 忠順    | ????-????      |                                                    |
| 12    | Асано Тадахидэ     | 浅野 忠敬    | 1814-1843      |                                                    |
| 13    | Асано Тэцу         | 浅野 忠      | 1843-1868      |                                                    |